# Orycterochoerus alferezi
L'oritterochero (Orycterochoerus alferezi) è un mammifero artiodattilo estinto, appartenente ai doliocheridi. Visse nel Miocene inferiore (circa 18-17 milioni di anni fa) e i suoi resti fossili sono stati ritrovati in Spagna.

## Descrizione
Questo animale doveva assomigliare vagamente a un piccolo cinghiale, e non doveva superare i 60 chilogrammi di peso. La particolarità di Orycterochoerus e delle forme simili era data dalla dentatura: al contrario dei suoi antenati come Palaeochoerus e di numerosi suidi contemporanei (ad es. Hyotherium), questo animale non possedeva i tipici molari a corona bassa; i denti della zona delle guance erano invece ipsodonti (a corona alta) e di forma tubolare, molto simili a quelli dell'attuale oritteropo (ordine dei tubulidentati). In particolare, a differenza dell'assai simile e più antico Lorancahyus, Orycterochoerus era sprovvisto di cavità per la polpa dentaria nei molari.

## Classificazione
Orycterochoerus alferezi venne descritto per la prima volta nel 2018, sulla base di resti fossili ritrovati in Spagna, nella zona di Corcoles, in terreni risalenti alla fine del Miocene inferiore. All'epoca della scoperta, nel 1987, questi fossili vennero attribuiti a una forma particolare di oritteropo, a causa della morfologia bizzarra dei denti. Solo con la scoperta di fossili più completi e leggermente più antichi (descritti poi come Lorancahyus) fu possibile determinare questi resti come appartenenti a un suiforme. Orycterochoerus fa parte di una linea evolutiva di suiformi nota come Doliochoeridae, alcuni membri della quale svilupparono questa insolita morfologia dentaria. Altri membri di questa famiglia includono Bransatochoerus, Doliochoerus e il già citato Lorancahyus. In ogni caso, sembra che la linea evolutiva culminò proprio con Orycterochoerus. 

## Paleoecologia
L'insolita specializzazione dentaria di Orycterochoerus implica che questo animale ingerisse cibo a cui aderiva terriccio, e ciò causava un'eccessiva abrasione dei denti non solo in senso occlusale ma anche nel lato linguale dei molari e dei premolari. L'esame di questi denti ha portato a riconoscere la presenza di numerosi fori e grandi solchi su di essi, in contrasto alle superfici buccali e distali (pressoché prive di fori e solchi).